# Diaeini
Diaeini — триба павуків родини Павуки-краби (Thomisidae). Триба має космополітичне поширення.

## Класифікація
Треба містить 22 роди:
- Diaeini

1. Bassaniana Strand, 1928 -Острів Святої Єлени
2. Cozyptila Lehtinen & Marusik, 2005 - Туреччина, Центральна Азія, Україна, Росія
3. Cymbachina Bryant, 1933 - Нова Зеландія
4. Demogenes Simon, 1895 - Нова Гвінея, Андаманські острови
5. Diaea Thorell, 1869 - Палеарктика, Ява, Суматра, Африка, Австралія, Полінезія, Колумбія, Нова Гвінея, США, Мадагаскар, Сулавесі, Ємен
6. Dimizonops Pocock, 1903 - Сокотра
7. Heriaesynaema Caporiacco, 1939 - Ефіопія
8. Indoxysticus Benjamin & Jaleel, 2010 - Індія
9. Mecaphesa Simon, 1900 - Центральна та Південна Америка, Гаваї, Галапагоські острови, Острови Хуан-Фернандез
10. Metadiaea Mello-Leitão, 1929 - Бразилія
11. Narcaeus Thorell, 1890 - Ява
12. Ocyllus Thorell, 1887 - М’янма
13. Ozyptila Simon, 1864 - Голарктика
14. Parasynema F. O. P.-Cambridge, 1900 - Мексика
15. Phireza Simon, 1886 - Бразилія
16. Physoplatys Simon, 1895 - Парагвай
17. Pyresthesis Butler, 1879 - Гаяна, Мадагаскар
18. Saccodomus Rainbow, 1900 - Австралія
19. Synaemops Mello-Leitão, 1929 - Бразилія, Аргентина
20. Synema Simon, 1864 - Космополіт
21. Takachihoa Ono, 1985 - Китай, Корея, Тайвань, Японія
22. Xysticus C.L.Koch, 1835 - Голарктика, Ефіопія, Австралія, Африка